# MDPCP
MDPCP（英：Methylenedioxyphencyclidine、3',4'-MD-PCP、MDPCP）解離性麻酔薬としての効果を持つ娯楽用のデザイナードラッグである。アリールシクロヘキシルアミン誘導体であり、3-MeO-PCPや4-MeO-PCPなどの関連薬物と同様の効果を持つ。

## 関連記事
- 3-F-PCP
- 3-Methyl-PCPy
- MXiPr
- MDMAR
- メチレンジオキシメタンフェタミン
- メチレンジオキシピロバレロン
- 1-メチルアミノ-1-(3,4-メチレンジオキシフェニル)プロパン